# ليو جي كارول
ليو جي كارول (بالإنجليزية: Leo G. Carroll)‏ هو ممثل بريطاني، ولد في 25 أكتوبر 1892 بإنجلترا في المملكة المتحدة، وتوفي في 16 أكتوبر 1972 بهوليوود في الولايات المتحدة بسبب ذات الرئة.

## أعمال

### أفلام
- (1934) عائلة باريت من شارع ويمبول
- (1937) قباطنة شجعان
- (1939) مرتفعات ويذرنج
- (1940) ريبيكا
- (1941) الشك
- (1945) المسحورة
- (1945) المنزل الكائن بشارع 92
- (1950) والد العروس
- (1952) السيء والجميلة
- (1952) ثلوج كليمنجارو
- (1955) نحن لسنا ملائكة
- (1959) شمالا إلى الشمال الغربي

## وصلات خارجية
- ليو جي كارول على موقع IMDb (الإنجليزية)
- ليو جي كارول على موقع ألو سيني (الفرنسية)
- ليو جي كارول على موقع تيرنر كلاسيك موفيز (الإنجليزية)
- ليو جي كارول على موقع أول موفي (الإنجليزية)
- ليو جي كارول على موقع قاعدة بيانات برودواي على الإنترنت (الإنجليزية)
- ليو جي كارول على موقع قاعدة بيانات برودواي على الإنترنت (الإنجليزية)
- ليو جي كارول على موقع قاعدة بيانات برودواي على الإنترنت (الإنجليزية)
- ليو جي كارول على موقع قاعدة بيانات الأفلام السويدية (السويدية)
- ليو جي كارول على موقع إن إن دي بي (الإنجليزية)
- ليو جي كارول على موقع قاعدة بيانات الفيلم (الإنجليزية)